# Колли-суль-Велино
Колли-суль-Велино (итал. Colli sul Velino) — коммуна в Италии, располагается в регионе Лацио, в провинции Риети.
Население составляет 500 человек (2008 г.), плотность населения составляет 38 чел./км². Занимает площадь 13 км². Почтовый индекс — 2010. Телефонный код — 0746.
Покровительницей коммуны почитают святую Марию Магдалену, празднование 22 июля.

## Демография
Динамика населения:

## Администрация коммуны
- Официальный сайт: